# Hoplon
Als Hoplon (altgriechisch ὅπλον hóplon, deutsch ‚Werkzeug, Gerät, Waffe‘), auch Aspis, bezeichnet man heutzutage den Schild der Hopliten im Alten Griechenland.

## Zur Bezeichnung „Hoplon“
Der historisch korrekte Name für einen Schild ist Aspis (ἀσπίς aspís; Plural ἀσπίδες aspídes), jedoch unterscheidet auch diese alte Bezeichnung nicht zwischen dem Rundschild der Hopliten und beispielsweise dem älteren Dipylonschild (= Böotischer Schild). Hoplon (ὅπλον) bezeichnet eine Waffe allgemein. Die Panoplia (πανοπλία) war somit z. B. die Gesamtheit der vom Hopliten selbst aufzubringenden Ausrüstung, je nach Epoche u. a. bestehend aus Helm, Brustpanzer, Beinschutz, Lanze, Schwert usw. Der irrige Name als Schild hat sich jedoch u. a. in Deutschland eingebürgert. In Griechenland steht das Wort Hoplo (ὅπλο) nach wie vor für eine Waffe, beschreibt aber heute normalerweise eine ballistische Handfeuerwaffe. Da der Unterschied zwischen Hoplon und Aspis in Griechenland bekannt ist, verwendet man z. B. aus Marketinggründen den Namen Aspis auch für den Namen einer Bank: Aspis Bank oder die Versicherung ASPIS PRONOIA Insurance. Das Wort suggeriert also gemäß seiner Wortherkunft, in Verbindung mit einer Bank oder Versicherung, Vertrauen und Stabilität. Das Wort Aspis, auch Aspida (ασπίδα) genannt, steht nach wie vor für einen Schild, jedoch nicht für den Hoplitenschild im Speziellen.

## Beschreibung und Verwendung
Der etwa 80–100 Zentimeter durchmessende Schild war kreisrund, nach außen gewölbt und hatte einen verstärkten Rand. Rand und Korpus bestanden aus Holz. Von außen war er mit einer dünnen Ebene (2–3 Millimeter) aus Bronze bekleidet. Der Rand war je nach Epoche durch Bronzearbeiten dekoriert. Es ist auch bekannt, dass die Schilde am Rand geschärft sein konnten, wodurch sie zur schneidenden Waffe wurden. Im Museum des antiken Olympia in Griechenland befinden sich beeindruckende Schilde bzw. deren Bronzeformen in den Ausstellungsräumen.
Der erste Haltepunkt des Schildes zur Befestigung am Unterarm war der Porpax. Der Porpax war eine aus Bronze gefertigte Schnalle (etwa wie der Buchstabe Omega, Ω) und war auf den linken Unterarm eines Hopliten individuell angepasst. Der Hoplit fädelte sozusagen am Porpax, der wie eine Röhre geformt war, den linken Unterarm ein, und umfasste mit seiner Hand die Antilabe. Der Porpax umfasste so das obere Drittel des Unterarmes. Damit der Schild geführt werden konnte, musste man die dem Porpax gegenüberliegende Antilabe mit der Hand fest umfassen.
Eine weitere Besonderheit der Innenseite eines Schildes war eine an sechs Punkten in Form eines Hexagons (Sechseck) angebrachte fingerdicke Kordel. Diese formte an der linken Schildhand die sogenannte Antilabe (ἀντιλαβή „Gegenhalt“). Die Antilabe war der zweite Kräfte- und Haltepunkt für die Hand des linken Schildarmes. Des Weiteren waren die Schilde innen oft mit Leder ausgekleidet, was einen schmerzhaften Rieb des Ellenbogens am nackten Holz verhinderte.

## Geschichte
Die Aspis (Hoplon) ist aus Darstellungen bekannt, die bis ins 7. Jahrhundert v. Chr. zurückgehen, und löste die bei den Griechen bis dahin üblichen, aus Korb und Tierhaut bestehenden, länglichen 8-Form und Böotischen Schilde ab. Etwa zur selben Zeit dürfte die griechische Phalanx in ihrer klassischen Form eingeführt worden sein. Möglicherweise beeinflusste die Entwicklung des Schildes diejenige der Phalanx, und umgekehrt.
Ab dem 4. Jahrhundert v. Chr. tauchten kleinere Versionen des Schildes auf, die vielfach auch nur mit Leder statt Metall überzogen sein konnten. Diese wurden beispielsweise von der Phalanx Athens seit Iphikrates, besonders aber von der Makedonischen Phalanx eingesetzt.
Philipp II. von Makedonien, reformierte die übliche Phalanxformation und führte u. a. längere Speere ein, die Sarissen (σάρισσα). Die Sarissa, die etwa 5–7 Meter lang war, erreichte ein Gewicht, das 5 Kilogramm übersteigen konnte. Es war also notwendig für die Sarissaträger, die sogenannten Phalangiten, die Lanze mit beiden Händen halten zu können. Um dennoch den vordersten Reihen der Phalanx Schutz zu gewähren, wurde der Schild verkleinert, aber dafür mit Hilfe eines Telamon genannten Lederriemens an der Schulter befestigt.
Es ist allerdings schon zu Zeiten der Mykenischen Kulturblüte belegt, dass die Griechen ihre Schilde mit Hilfe eines Leder- oder Stoffriemens, des erwähnten Telamon, am Rücken zum Transport getragen haben.

## Trivia
Der im Februar 2024 von der EU beschlossene Einsatz zum Schutz des Seeverkehrs im Roten Meer vor Angriffen der Huthi-Miliz im Jemen ist nach dem Aspis benannt und trägt den Namen EUNAVFOR „Aspides“.